# Voglerscher Tonkreis

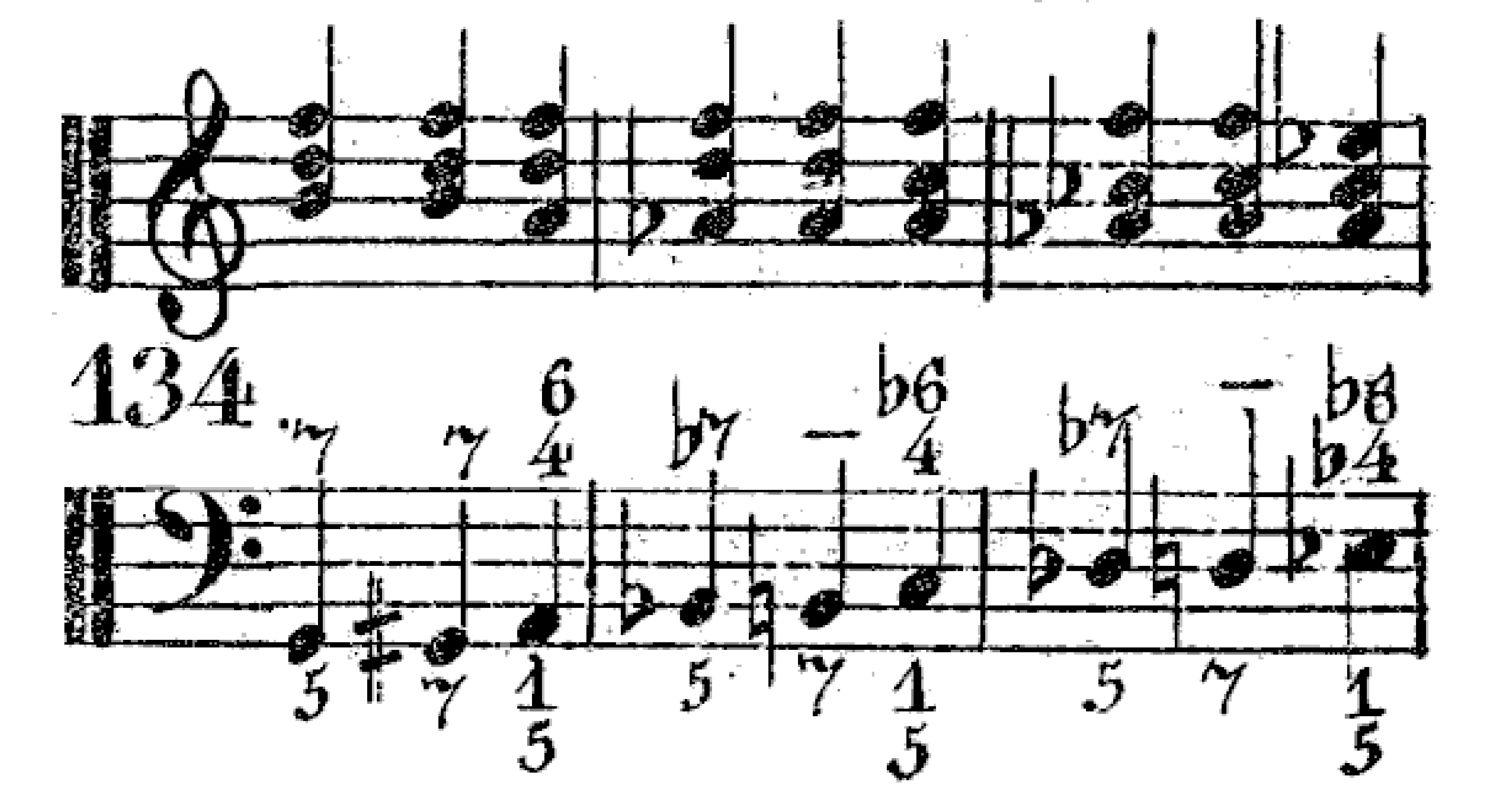
Abb. 1, „die sogenannte Teufelsmühle“ aus E. A. Försters Anleitung zum Generalbass, 1805

Der voglersche Tonkreis (nach Georg Joseph Vogler), auch als „Teufelsmühle“ bekannt, ist eine harmonische Sequenz, bei der sich ein chromatisch steigender oder fallender Bass mit Dominantsept-, verminderten Sept- und Moll-Quartsextakkorden verbindet. Alle Stimmen des Satzmodells befinden sich untereinander in Gegen- oder Seitenbewegung: Je eine Oberstimme geht in der Gegenrichtung des Basses, während die anderen liegen bleiben (Abb. 1).

## Funktionsweise

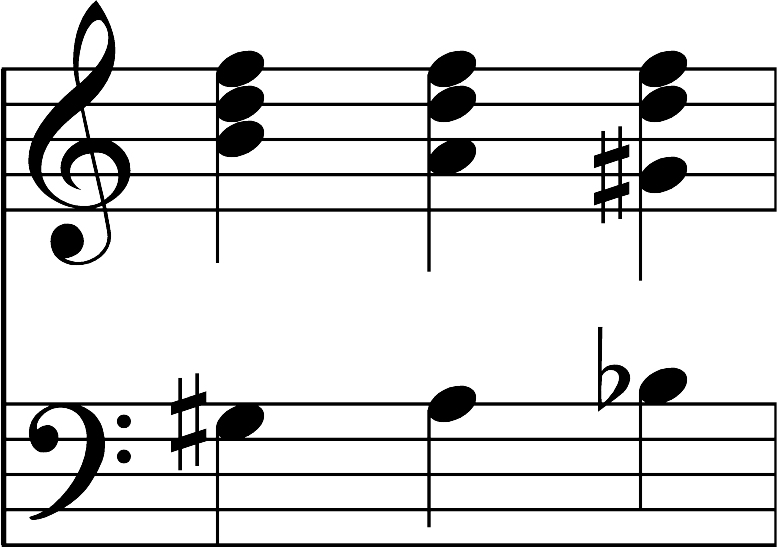
Bsp. 2, Tonart d-Moll

Den Grundbaustein der Sequenz bildet eine Folge von drei Akkorden, die gewöhnlich eine unmittelbar bevorstehende Kadenz hinauszögern (Bsp. 2). Man kann die Akkordfolge im Sinne Heinrich Schenkers als Prolongation eines Septimenakkords (VII7/V) per Stimmtausch beschreiben (wobei der Quartsextakkord ein zufälliges Durchgangsgebilde ist), oder harmonisch den Quartsextakkord zum dominantischen Kadenzakkord erklären, zu dem die beiden Vierklänge (Verminderter Sept- und übermäßiger Quintsextakkord) als Doppeldominanten in direkter Beziehung stehen. (Die enharmonische Schreibweise der einzelnen Klänge variiert stark.)

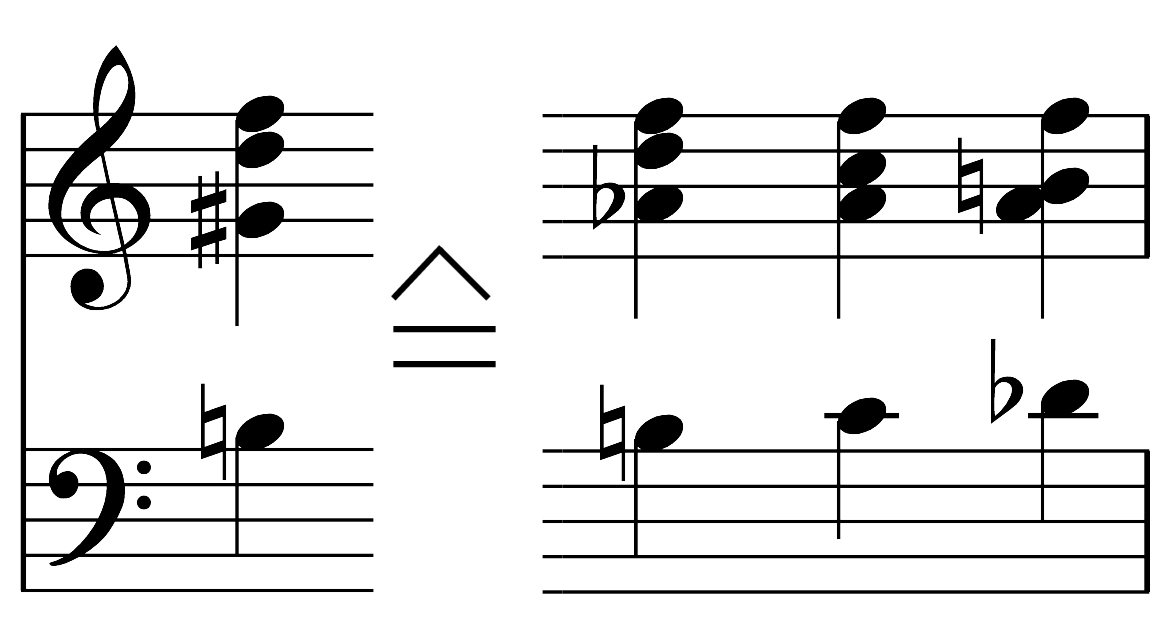
Bsp. 3, Umdeutung und transponiertes Segment (f-Moll)

Die Erweiterung dieser Akkordfolge zur Sequenz gelingt durch Hinzufügung eines vierten Akkords, der die Umkehrung des ersten darstellt und somit wieder zurück zum Quartsextakkord oder, bei aufsteigendem Bass, weiter über den Leitton in die Tonika führen kann. Stattdessen wird dieser Akkord enharmonisch umgedeutet und zum Anfang eines neuen Bausteins gemacht, dessen Tonart von der Ausgangstonart eine kleine Terz absteht (Bsp. 3). Harmonisch entsteht durch diese Kleinterzsequenz ein tonaler Schwebezustand, der nur durch das Verlassen des Modells wieder beendet werden kann. Gleichzeitig wird die Melodie durch den Stillstand der Oberstimmen suspendiert, da ein Ton über acht verschiedene Akkorde hinweg festgehalten werden kann. Dieser Liegeton findet sich zumeist im Sopran (Bsp. 1).

## Varianten

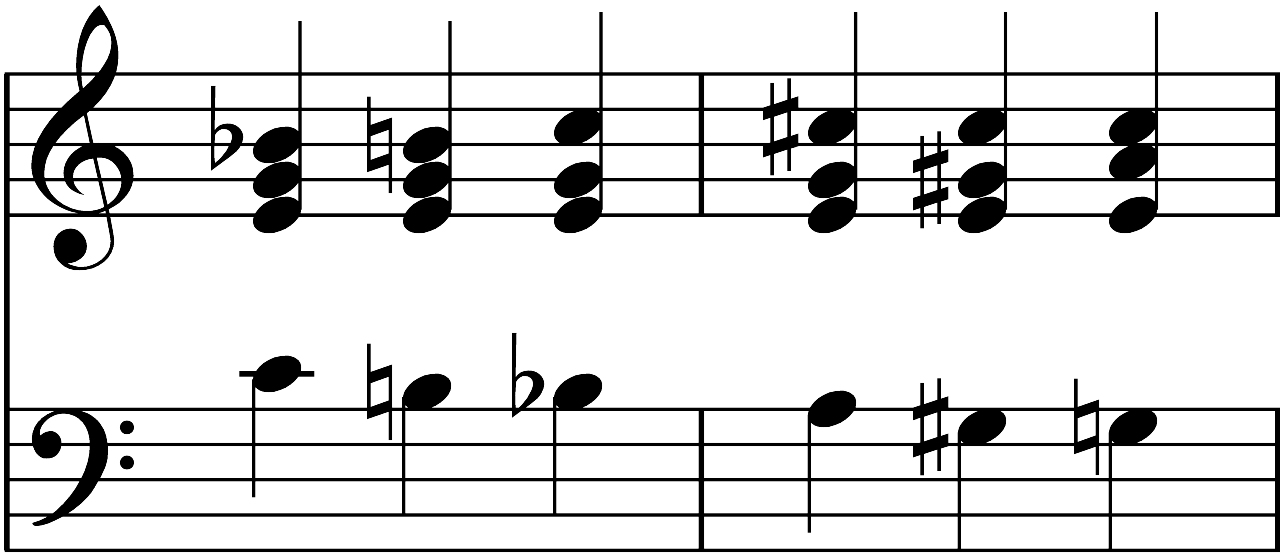
Bsp. 4, Variante mit Sekundakkorden

Die Akkordfolge lässt sich „vorwärts“ und „rückwärts“ anwenden. Eine weitere, historisch etwas jüngere Variante (Bsp. 4) betont das Moment der Gegenbewegung, indem anstelle des verminderten Septakkords ein Sekund- oder verminderter Terzakkord (je nach Schreib- bzw. Sichtweise) erscheint. Hier bewegen sich die Oberstimmen konsequent in Halbtonschritten, bleiben aber dafür nur über sieben Akkorde hinweg liegen. Diese Variante findet man fast ausschließlich mit absteigendem Bass und aufsteigender Oberstimme. In der englischsprachigen Musiktheorie wird diese Sequenz zumeist aus der sogenannten Omnibus Progression hergeleitet.

## Geschichte

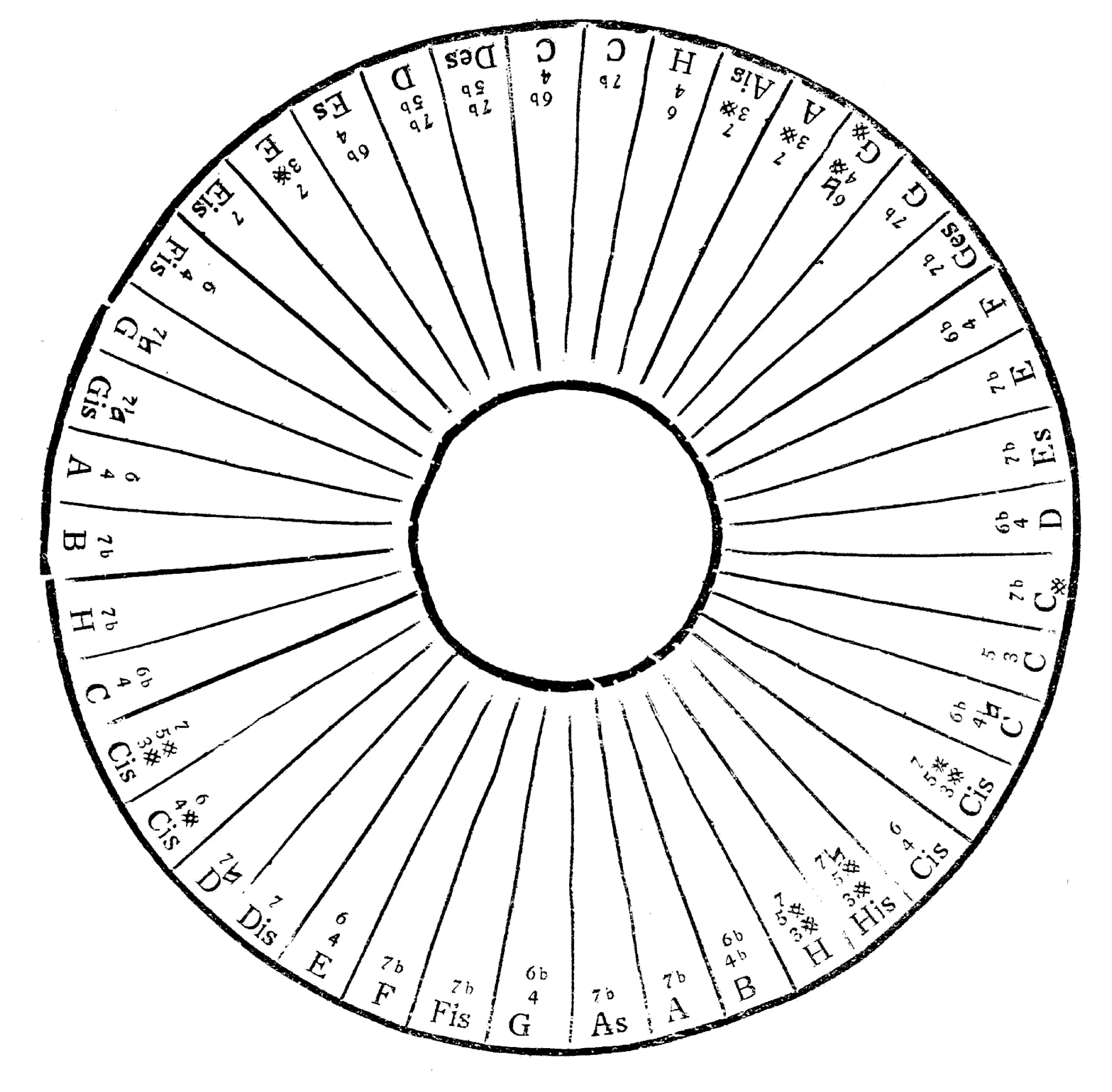
Abb. 5, „Tonkreis“ aus Voglers Tonwissenschaft und Tonsezkunst

Nach Ansätzen bei J. S. Bach (z. B. in den ersten Takten des Rezitativs „Und siehe da, der Vorhang im Tempel zerriß“ seiner Matthäuspassion) findet sich das Satzmodell zum ersten Mal deutlich ausgebildet in Haydns Sinfonien Nr. 45 (Fis-Moll, „Abschied“, 1772, 2. Satz) und 65 (A-Dur, ca. 1769–1772, 1. Satz).
Georg Joseph Vogler, dem diese Kompositionen vermutlich nicht bekannt waren, publizierte in seiner Tonwissenschaft und Tonsezkunst (1776) einen „runden Tonkreis“, der das komplette Modell in allen drei möglichen Transpositionen enthält (Abb. 5). Vogler konnte das Verfahren unabhängig entwickelt oder bei seinen zweijährigen Studien in Italien kennengelernt haben.
Ab Ende der 1770er Jahre bediente sich auch Carl Philipp Emanuel Bach des Tonkreises, der entweder Voglers Traktat kannte oder als dritter Erfinder gelten muss: Eine posthum angefertigte Abschrift seiner Skizzen zeigt verschiedene Experimente mit chromatischer Seitenbewegung, unter denen sich auch der Tonkreis findet.
Ab etwa 1785 gibt es fast keinen deutschsprachigen Komponisten, der nicht mindestens einmal auf das Modell zurückgegriffen hätte: Mozart, Beethoven, Hummel, J. H. Knecht, Reichardt und viele mehr. 1805 spricht Emanuel Aloys Förster in seiner Anleitung zum General-Bass von der „sogenannten Teufelsmühle“, zitiert also einen anscheinend geläufigen Spitznamen (dem „Schusterfleck“ vergleichbar).
Dennoch wurden auch im 19. Jahrhundert Ausschnitte, Varianten und Erweiterungen des Harmoniemodells, aber auch das Modell selbst weiterhin für kompositorische Zwecke gebraucht. Durch das im Grunde nicht-tonale Verfahren einer geometrischen (äquidistanten) Oktavteilung mag die „Teufelsmühle“ auch zur Entwicklung der musikalischen Moderne beigetragen haben: Die Oberstimmen des Tonkreises bilden zusammen eine oktatonische Skala (auch als Messiaens 2. Modus bekannt), die in der russischen und französischen Moderne von großer Bedeutung ist.